# はるにれ
はるにれは、
- 植物のハルニレ。
- 札幌市高速電車（のちの札幌市営地下鉄）第3次試験車両。
- 姉崎一馬作の絵本。本項で詳述する。

『はるにれ』とは、姉崎一馬による写真絵本作品。1981年10月、福音館書店によって初版が発行された。

## 概要
文字やイラストは一切掲載されておらず、ストーリーも全くない。北海道の草原に立つ一本のハルニレの木が季節を追うごとに変化していく様子の写真のみが掲載されている。撮影対象となった木は北海道中川郡豊頃町の十勝川左岸にあり、この絵本の発行によって広く知られる様になった。現在では町のシンボルにまでなっており、訪れる観光客も多い。姉崎はこの木を4年間かけて撮影した。

## 書籍
- はるにれ (日本傑作絵本シリーズ) ISBN 978-4834008579（福音館書店刊）